# Diphasiastrum verecundum
Diphasiastrum verecundum är en lummerväxtart som beskrevs av A.V.Gilman. Diphasiastrum verecundum ingår i släktet Diphasiastrum och familjen lummerväxter. Inga underarter finns listade i Catalogue of Life.